# Вілюйське водосховище
Вілюйське водосховище (рос. Вилюйское водохранилище) — водосховище в Росії утворене греблею Вілюйської ГЕС на річці Вілюй, притоці річки Лена. Територіально розташоване в Якутії поблизу республіканської межі з Красноярським краєм, приблизно за 80 км на схід від річки Нижня Тунгуска, правої притоки Єнісею.

## Основні відомості
Водосховище було утворено в 1965—1967 рр. греблею Вілюйської ГЕС на річці Вілюй. При створенні водосховища було затоплено 2,3 тис. га сільгоспугідь і перенесено 50 будівель
Площа водосховища при висоті НПР 246 м над рівнем моря становить 2 360 км². Згідно з проектом ГЕС допустимий підйом рівня до форсованого підпірного рівня 249 м і його спрацювання до 231 м, що відповідає максимальній амплітуді коливань, що дорівнює 18 м Значні зміни рівня ВВ обумовлені перш за все нерівномірністю опадів в різні роки.
Середньобагаторічний приплив води становить 20 км³/рік. Повний об'єм водосховища при НПР дорівнює 40,4 км³, в тому числі корисний — 22,4 км³

## Економічне значення
Водосховище використовується для сезонного і багаторічного регулювання стоку Вілюя, а також з метою водопостачання, судноплавства та рибальства. У ВВ водяться види риб — нельма, чир тощо Пропуски з водосховища через водоскид гідроелектростанції використовуються для забезпечення умов судноплавства в нижній течії річки Вілюй